# Китайска традиционна медицина
Китайска традиционна медицина (опростен китайски: 中医; Традиционен китайски: 中醫; пинин: zhōng yī; буквално „китайска медицина“) е широк кръг от медицински практики, споделящи общи теоретични концепции, които са развити в Китай и са базирани на традиция, датираща повече от 2000 години, включително различни форми на лечение с билки, акупунктура, масаж Туина, Чигун и диетична терапия.
Основни концепции в традиционната китайска медицина са тези за хармонията между ин и ян, чи, петте елемента (дърво (木 mù), огън (火 huǒ), земя (土 tǔ), метал (金 jīn) и вода), меридиани, чакри и акупунктурни точки. След 50-те традиционната китайска медицина се съвместява със западния тип такава, правят се съпоставителни изследвания, и в повечето случаи китайските лекари по традиционна медицина завършват двоен курс, по класическа медицина и традиционно китайско лечение.
Китайската традиционна медицина исторически датира развитието си от поне 8000-4000 г. пр.н.е., откогато датират археологически находки на първите каменни игли за иглотерапия .